# Pedro Geromel
Pedro Geromel   (São Paulo, 21 de setembre de 1985) és un exfutbolista brasiler que actuava en la posició de defensa central. Va formar part de l'equip brasiler a la Copa del Món de 2018. Té doble nacionalitat italiana.

## Carrera esportiva

### Clubs
Va donar-se a conèixer a l'equip sub-20 del Palmeiras, del seu São Paulo natal, però abans de debutar amb el primer equip i amb poc més de 18 anys, va fitxar pel GD Chaves, de la segona divisió portuguesa. Després de passar mig any d'adaptació en el filial, va incorporar-se al primer equip per a la temporada 2004-05. Les bones actuacions van cridar l'atenció del Vitória de Guimarães, que va fer-se amb el jugador l'any següent. Després de tres temporades a bon nivell, va incorporarse al 1.FC Köln alemany, on va ser un habitual en la línia defensiva entre 2008 i 2012. L'estiu de 2012 va incorporar-se al Reial Mallorca en qualitat de cedit. Aquella temporada, el club de Palma va perdre la categoria i, el desembre de 2013, Geromel va deixar l'illa.
El club de Colònia va cercar un nou destí per al jugador, i va sortir novament cedit al Grêmio de Porto Alegre brasiler, en un contracte per dos anys i mig (el temps que li quedava de vinculació amb el Köln). Al final de la temporada 2015, el central brasiler va aconseguir la carta de llibertat i va signar la renovació amb el tricolors. Amb Grémio va disputar un total d'11 temporades, fins que va retirar-se a finals de 2024, ja amb 39 anys. Entre 2015 i 2018 va enllaçar 4 guardons consecutius al millor defensa de la lliga brasilera.

### Selecció brasilera
La posició de central en la selecció brasilera comptava amb un trio ben consolidat (Miranda, Thiago Silva i Marquinhos) i Tite confiava en Gil com a principal recanvi; de tal manera que Geromel va trigar molt de temps a rebre la trucada de la Confederació. El setembre de 2016, setmanes abans de fer els 30 anys, va ser convocat per primera vegada, però no va vestir-se de curt en cap dels dos partits que la verde-amarela va jugar, davant l'Equador i Colòmbia, pertanyents a la fase de classificació per a la Copa del Món de 2018. No va tornar a ser cridat fins al gener de 2017, quan va debutar finalment, en un amistós contra Colòmbia. Després de més d'un any absent de les llistes de Tite —que va obtenir el passi per al Mundial de Rússia de manera folgada—, va reaparèixer el mes de març de 2018, jugant 4 minuts en un amistós contra l'equip organitzador del torneig. A continuació, va ser seleccionat per a la plantilla que participaria en la Copa del Món. Emperò, no tornaria a disputar cap més partit i, després d'aquesta competició, no tornaria a entrar en cap més llista.

## Palmarès

### Amb Grêmio
- Copa del Brasil: 2016
- Copa Libertadores: 2017
- Recopa Sud-americana: 2018
- Campionat gaúcho: 2018, 2019, 2020, 2021, 2022, 2023 i 2024
- Recopa gaúcha: 2019, 2021, 2022 i 2023